# Matralia
Die Matralia waren ein religiöses Fest im Römischen Reich.
Die Matralia wurden im Rahmen des römischen Festkalenders am 11. Juni zu Ehren der Göttin Mater Matuta begangen. Eingeführt wurde es vom legendären König Servius Tullius. Im Rahmen des Festes beteten zuerst die Tanten für die Gesundheit ihrer Neffen und Nichten, dann für die der eigenen Kinder. Der Tag war der Göttin Mater Matuta (lat. morgendliche Mutter) geweiht, die im Zwillingstempel für Fortuna und Mater Matuta in der Area sacra di Sant’Omobono in Rom verehrt wurde, da sie der Fortuna Redux gleichgesetzt wurde, der Göttin des Frühlings, der Geburt und des Wachstums. Zugelassen waren nur römische Mütter, weibliche Sklaven waren explizit ausgeschlossen. Während der Festlichkeiten wurde Sklavinnen in den Tempel geführt, geschlagen und hinausgetrieben.
Nach Ovid geht die Feindseligkeit gegenüber den Sklaven auf die Sage um die thebanische Prinzessin Ino zurück. Ihr Ehemann, der König Athamas von Böotien, hatte mit einer ihrer Sklavinnen geschlafen und so erfahren, dass seine Frau plante, seine Kinder aus erster Ehe umzubringen. Als der Plan aufflog, stürzte sich Ino ins Meer, wurde aber von Nereiden gerettet und in die Mündung der Tiber geschleppt. Ihre Kinder wurden getötet, stattdessen kümmerte sie sich nun um den Sohn ihrer Schwester Semele, Bacchus/Dionysos. Daher solle sich dieses Fest auf Tanten konzentrieren.